# Fritz Bracht

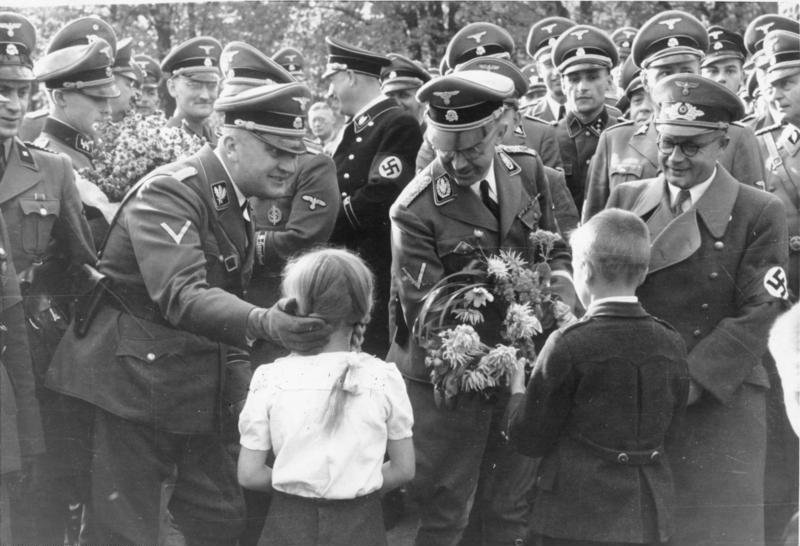
Od lewej: Wilhelm Koppe, Heinrich Himmler i Fritz Bracht (1941)

Fritz Bracht (ur. 18 stycznia 1899 w Heiden, zm. 9 maja 1945 w Bad Kudowa) – niemiecki hitlerowski zbrodniarz wojenny, gauleiter i nadprezydent prowincji Górny Śląsk, SA-Gruppenführer.
Po ukończeniu siedmioletniej szkoły ludowej w 1913, przez następne cztery lata kontynuował naukę w szkole zawodowej, zdobywając zawód ogrodnika. W roku 1917 zgłosił się jako ochotnik do Armii Cesarstwa Niemieckiego. W sierpniu 1918 został wzięty do niewoli brytyjskiej, w której przebywał do grudnia 1919. Do 1927 pracował jako ślusarz maszynowy.

W roku 1927 wstąpił do NSDAP (nr legitymacji partyjnej 77 890), był także członkiem SA. Karierę partyjną rozpoczynał w Wesfalii. W 1928 został kolejno bezirksleiterem i kreisleiterem NSDAP w Altenie. Po „zagarnięciu władzy” przez nazistów w 1933 wybrano go jako posła do Reichstagu. W roku 1935 Bracht objął stanowisko zastępcy nadprezydenta niemieckiej części Dolnego i zachodniego Górnego Śląska. W 1939 gauleiter Josef Wagner w poufnej opinii organizacyjnej wyraził się o nim: 

Bracht ma duże zdolności organizatorskie, posiada umiejętność przemawiania, pod względem światopoglądu politycznego jest narodowym socjalistą w najlepszym tego słowa znaczeniu.

W 1941 został gauleiterem i nadprezydentem Górnego Śląska, którego wschodnia część została przyłączona do III Rzeszy po ataku na Polskę.
Bracht jest odpowiedzialny za zbrodnie na narodzie polskim, zwłaszcza za jego przymusową germanizację i masowe wysiedlenia. W zakresie jego jurysdykcji znajdował się obóz Auschwitz-Birkenau. Bracht był także, wraz z Heinrichem Himmlerem, świadkiem eksterminacji Polaków i Żydów w komorach gazowych w Brzezince latem 1942. W marcu 1944 Joseph Goebbels wyraził się, że Bracht i Karl Hanke to najlepiej pracujący gauleiterzy.

W pamiętnikach niemieckiego generała Hansa von Ahlfena znajduje się taka wypowiedź na temat Brachta: 

[...] popełniono kardynalny błąd, pozwalając mu decydować o obronie Śląska.

 9 maja 1945 Bracht popełnił samobójstwo wraz z żoną Paulą w Bad Kudowa (obecnie Kudowa-Zdrój).